# 48 (число)
48 (сорок восемь) — натуральное число, расположенное между числами 47 и 49.

## В математике
- 248 = 281474976710656
- 48! = 1,2413915592536072670862289047373e+61
- Наименьшее число, имеющее 10 делителей (1, 2, 3, 4, 6, 8, 12, 16, 24, 48).
- Наименьшее число, которое можно представить в виде суммы двух простых чисел пятью различными способами, с точностью до порядка слагаемых (5+43, 7+41, 11+37, 17+31, 19+29). ↓34, ↑60
- Число различных корневых деревьев с 7-ю узлами.
- Число харшад[1] — число, которое делится на сумму своих цифр

## В науке
- Атомный номер кадмия

## В других областях
- 48 год; 48 год до н. э., 1948 год
- 48 — Код субъекта Российской Федерации и Код ГИБДД-ГАИ Липецкой области
- ASCII-код символа «0»
- 48 — альбом группы Чайф
- 48 — песня группы Пилот, альбом «Наше Небо»
- AKB48 — японская женская идол-группа, продюсируемая Ясуси Акимото